# Liste der Äbte von Ebrach

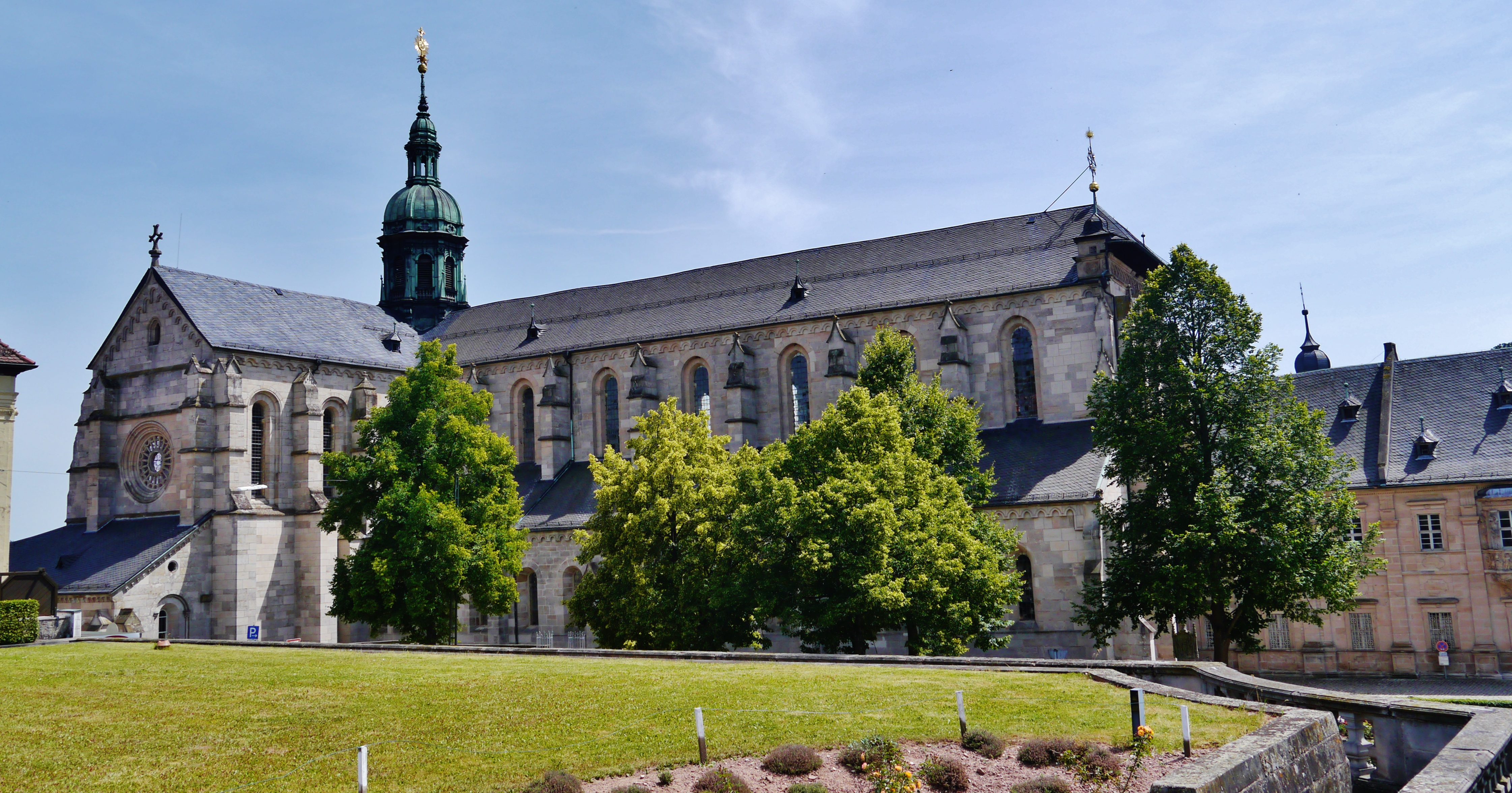
Die Abtei Ebrach

Die Liste der Äbte von Ebrach enthält die Namen der Äbte des Zisterzienserklosters Ebrach von seiner Gründung bis zur Auflösung durch die Säkularisation. Ebrach wurde als erstes rechtsrheinisches Kloster dieses Ordens im Jahr 1126 gegründet und von Mönchen des Klosters Morimond im Nordosten Frankreichs besiedelt. Mehrere Stifter sorgten für die Etablierung der Abtei. Zum einen wird der Gründer „Berno von Ebera“ erwähnt, zum anderen machten sich später König Konrad III. und seine Frau Gertrud um das Kloster verdient.
Zunächst etablierte sich das Kloster als würzburgisches Eigenkloster, es gründete mehrere Töchterkloster und stieg zu einer der reichsten Abteien Frankens auf. In späteren Jahrhunderten versuchten die Äbte jedoch reichsunmittelbar zu werden und kamen deshalb vermehrt mit den Würzburger Fürstbischöfen in Konflikt. Die Glaubenskriege des 16. und 17. Jahrhunderts verwüsteten die Abtei mehrfach, erst nach dem Dreißigjährigen Krieg konnte sich Ebrach wieder erholen. 
Nun setzte die rege barocke Bautätigkeit ein, die das Klostergelände bis heute prägt. Auch in den abhängigen Dörfern der Umgebung entstanden prachtvolle, schlossähnliche Klosterhöfe. Die Auflösung des Klosters erfolgte im Zuge der Säkularisation in Bayern im Jahr 1803. Die verbliebenen Konventualen wurden versetzt, der letzte Abt wurde in den Ruhestand geschickt. Die Klosterkirche erhielt eine neue Funktion als Pfarrkirche der Marktgemeinde Ebrach.

## Abtsliste
Die Gliederung der Liste geht auf die Klostergeschichte des Wiegand Weigand zurück, der die Historie der Abtei 1843 in vier Epochen einteilte. Die Liste orientiert sich vor allem an der sogenannten Chronik des Adelhard Kaspar aus dem Jahr 1971. Ergänzungen und Abweichungen stammen zudem aus der älteren Überblicksdarstellung, Die Abtei Ebrach, des Josef Wirth. Insgesamt standen dem Kloster im Laufe seiner Geschichte 49 Äbte vor.

### Die Äbte von der Gründung bis zur Etablierung (1126 bis 1276)
Die Abtsreihe von Kloster Ebrach beginnt mit Adam von Ebrach, der 1126 aus dem französischen Kloster Morimond in den Steigerwald geschickt wurde. Er begann die Stiftung des Berno auszubauen und eine erste Konventskirche zu errichten. Die Zuwendungen des römisch-deutschen Königs Konrad III. und seiner Gemahlin fallen auch in seine Regierungszeit. Adam wird als Seliger verehrt, sein Fest am 25. Februar begangen.
Die Nachfolger Adams, allen voran Abt Rapotho, sind in den Quellen nur kurz erwähnt. Auch ihre Regierungszeit kann lediglich annähernd festgestellt werden. Wie es innerhalb des Zisterzienserordens zunächst üblich war, resignierten viele Klostervorsteher noch zu Lebzeiten und lebten anschließend als Emeriti unter den anderen Mönchen. Erst mit Abt Heinrich I., dem zehnten Abt, sind die Regierungsjahre vollständig überliefert. 

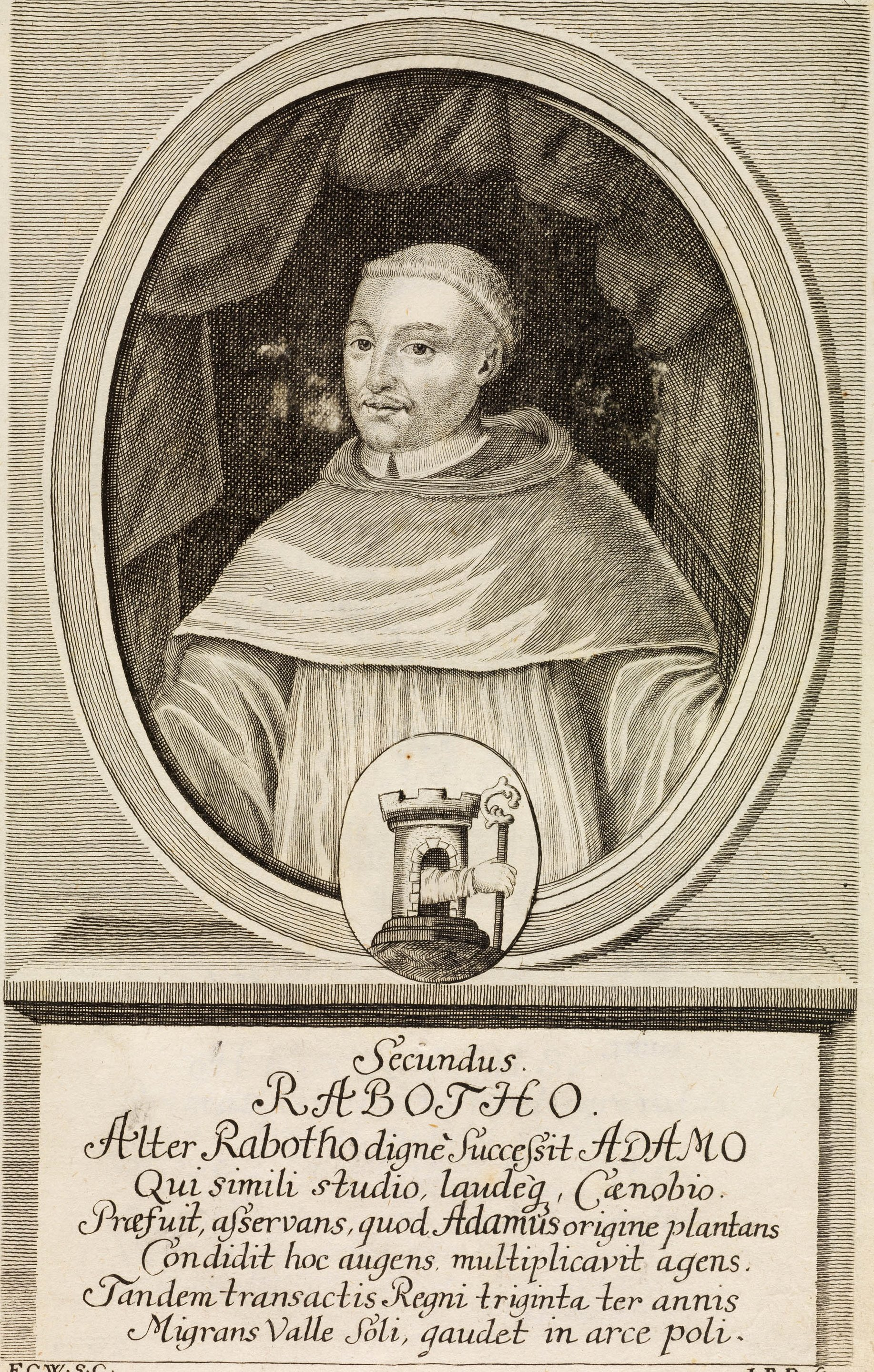
Ein zugeschriebenes Porträt Abt Rapothos als Abt von Langheim, um 1720

| Nummer | Name des Abtes | Regierungszeit in Ebrach | Anmerkungen                                                                                  |
| ------ | -------------- | ------------------------ | -------------------------------------------------------------------------------------------- |
| 1.     | Adam           | 1126–1166 o. 1167        | * vor 1100 um Köln, 1126 aus Kloster Morimond nach Ebrach geschickt, † 23. November, Seliger |
| 2.     | Rapotho        | gen. 1170                | auch Rapoto, Abt von Kloster Langheim, 1132–1157 Abt von Kloster Heilsbronn, † nach 1170     |
| 3.     | Konrad I.      | genannt 1178–vor 1180    | Resignation                                                                                  |
| 4.     | Burkard I.     | genannt 1182–nach 1187   | † 15. Mai nach 1187                                                                          |
| 5.     | Hermann I.     | genannt 1194–nach 1200   | † 20. Mai nach 1200                                                                          |
| 6.     | Meingoth       | gen. 1204–1212           | wohl Resignation 1212, † 24. Mai 1219                                                        |
| 7.     | Eberhard       | genannt 1215–nach 1219   | 1208–1215 Abt von Kloster Wilhering, Resignation in Ebrach 1219, † nach 1219                 |
| 8.     | Engelbert      | genannt 1220–1236        | Resignation                                                                                  |
| 9.     | Alhard         | genannt 1238–1244        | Resignation                                                                                  |
| 10.    | Heinrich I.    | 1244–1252                | Resignation, † 1252                                                                          |
| 11.    | Berthold       | 1252–1262                | Resignation                                                                                  |
| 12.    | Nikolaus I.    | 1262–1271                | Resignation, † 1271                                                                          |
| 13.    | Berengar       | 1271–1276                | Resignation, † 20. August 1276                                                               |

### Die Äbte der ersten Blüte bis zum Bauernkrieg (1276 bis 1531)
Unter Abt Winrich, der aus dem Kloster Saar im heutigen Tschechien nach Ebrach gerufen wurde, entstand die noch bestehende Klosterkirche als gotische Basilika. Die Abtei Ebrach erreichte unter Abt Friedrich von Leuchtenberg eine erste Blüte, als dieser 1328 zum Bischof von Eichstätt berufen wurde. Im Laufe des späten Mittelalters brachte das Kloster mit Bartholomäus Fröwein und Johannes Kaufmann zwei Professoren hervor, die Lehrstühle an der Universität Wien innehatten. Im Jahr 1525 brach der Deutsche Bauernkrieg aus, der auch die Abtei verwüstete. Abt Johannes Leiterbach scheiterte am dringenden Wiederaufbau und wurde nach einer Visitation abgesetzt. 

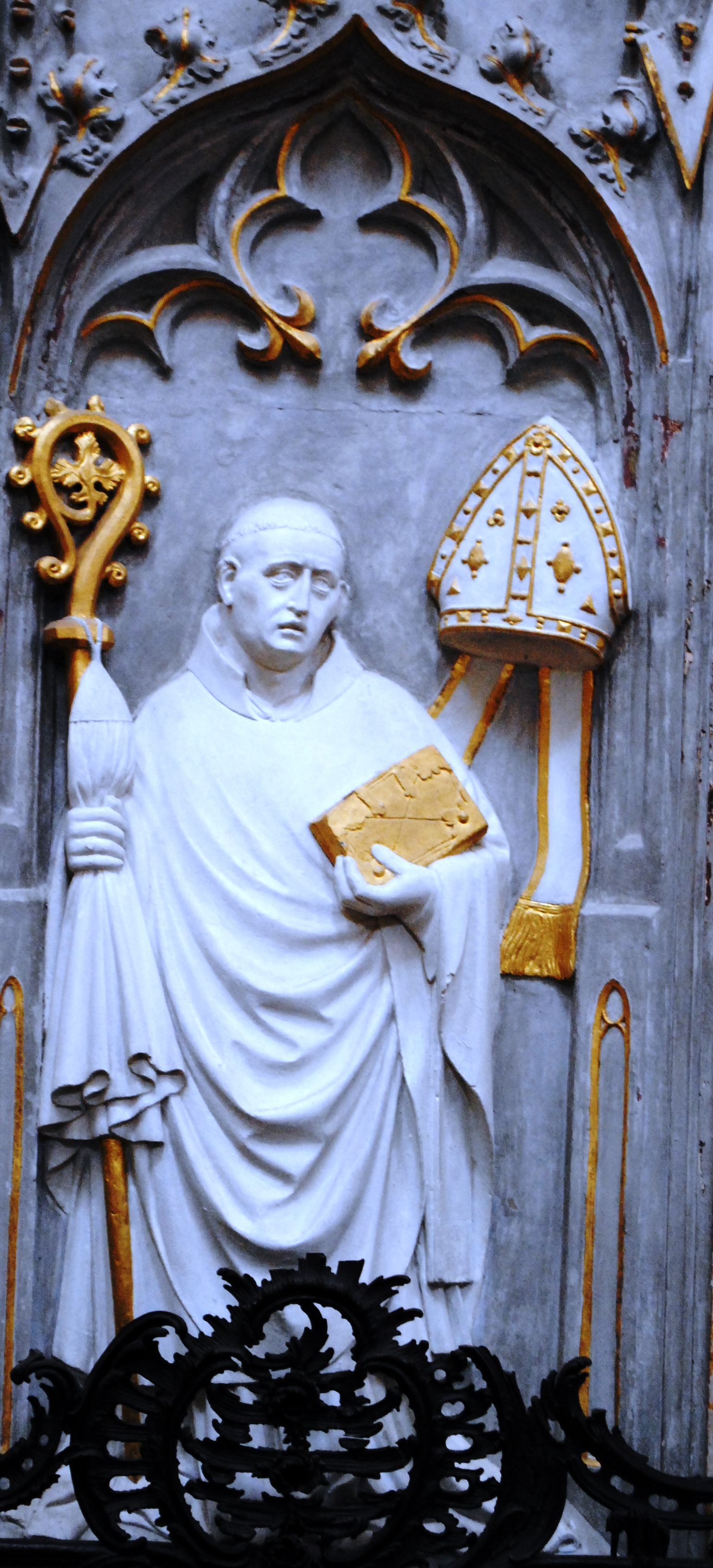
Das Epitaph des Bartholomäus Fröwein in der Ebracher Klosterkirche

| Nummer | Name des Abtes                      | Regierungszeit in Ebrach | Anmerkungen                                                                                                |
| ------ | ----------------------------------- | ------------------------ | --- |
| 14.    | Winrich                             | 1276–1290                | 1262–1276 Abt von Kloster Saar, † 9. April 1290                                                            |
| 15.    | Hermann II.                         | 1290–1306                | zuvor Abt von Kloster Langheim, † 5. Oktober 1306                                                          |
| 16.    | Friedrich Landgraf von Leuchtenberg | 1306–1328                | zuvor Abt von Kloster Langheim, 1328 als Friedrich III. Bischof von Eichstätt, † 27. März 1329 in Berching |
| 17.    | Albert von Anfeld                   | 1328–1344                | † 13. August 1344                                                                                          |
| 18.    | Heinrich II.                        | 1344–1349                | † 6. Mai 1349                                                                                              |
| 19.    | Otto Jäger                          | 1349–1385                | * in Deutsch-Matrei, † 9. Juni 1385                                                                        |
| 20.    | Peter I.                            | 1385–1404                | Wahl Dezember 1385, † 24. Februar 1404                                                                     |
| 21.    | Heinrich III. Heppe                 | 1404–1426                | * in Volkach, genannt Pius, † 19. Dezember 1426                                                            |
| 22.    | Bartholomäus Fröwein                | 1426–1430                | * in Nürnberg, zuvor Professor in Wien, † 25. Juli 1430                                                    |
| 23.    | Hermann III. von Kottenheim         | 1430–1437                | * wohl in Kottenheim, Resignation 1437, † 1447 in Heilsbronn                                               |
| 24.    | Heinrich IV. Wild                   | 1437–1447                | Resignation 1447, † 1454                                                                                   |
| 25.    | Heinrich V. Blumentrost             | 1447–1455                | * in Burgwindheim, † 16. Januar 1455                                                                       |
| 26.    | Burkard II. Scheel                  | 1455–1474                | genannt Schul, † 13. Dezember 1474                                                                         |
| 27.    | Johannes I. Kaufmann                | 1474–1489                | * in Würzburg, zuvor Professor in Wien, genannt Mercator, † 5. März 1489                                   |
| 28.    | Nikolaus II. Engel                  | 1489–1495                | * in Königsberg in Bayern, genannt Angeli, Resignation 1495, † 20. November 1509                           |
| 29.    | Veit Vendt                          | 1495–1503                | * in Iphofen, † 30. Oktober 1503                                                                           |
| 30.    | Johannes II. Leiterbach             | 1503–1531                | * in Burgwindheim, Absetzung 20. Januar 1531, † 3. August 1533                                             |

### Die Äbte während der konfessionellen Spannungen (1531 bis 1658)
Die Äbte, die zu Beginn der frühen Neuzeit das Kloster führten, mussten sich vermehrt mit den Würzburger Bischöfen auseinandersetzen. Während die Prälaten nämlich darauf verwiesen, dass das Kloster reichsunmittelbar sei, gingen die Fürstbischöfe von einem Eigenkloster ihres Bistums aus. Konrad Hartmann strengte deshalb als erster Abt einen Prozess am Reichskammergericht an. Seine Nachfolger führten dies in den folgenden Jahrzehnten fort.
Gleichzeitig etablierte sich die Abtei als wichtigstes fränkisches Kloster. Traditionell wurden ihre Äbte zum Visitator für alle fränkischen Zisterzienserkloster ernannt. Der Dreißigjährige Krieg erreichte in den dreißiger Jahren des 17. Jahrhunderts Ebrach und führte dazu, dass Abt Johannes Dressel sein Kloster verlassen musste. Erst unter Abt Petrus Scherenberger konnten die zerstörten Gebäude wiederhergestellt werden.

Ein Amtsporträt des Abtes Johannes IV. Beck

| Nummer | Name des Abtes          | Regierungszeit in Ebrach | Anmerkungen                                                                  |
| ------ | ----------------------- | ------------------------ | ---------------------------------------------------------------------------- |
| 31.    | Johannes III. Wolf      | 1531–1540                | * in Zeil am Main, Wahl 10. Februar 1531, genannt Lupi, † 25. September 1540 |
| 32.    | Konrad II. Hartmann     | 1540–1551                | * in Schweinfurt, Wahl 21. Oktober 1540, † 9. Januar 1551                    |
| 33.    | Johannes IV. Beck       | 1551–1562                | * 1516 in Rothenfels, genannt Pistor, † 7. Januar 1562 in Herrnsdorf         |
| 34.    | Paulus I. Zeller        | 1562–1563                | * in Heidingsfeld, † 29. Juni 1563                                           |
| 35.    | Leonhard Rosen          | 1563–1591                | * um 1532 in Willanzheim, † 6. Oktober 1591                                  |
| 36.    | Hieronymus I. Hölein    | 1591–1615                | * in Großlangheim, Wahl zum Abt-Adjutor 10. März 1591, † 25. November 1615   |
| 37.    | Kaspar Brack            | 1615–1618                | * in Gerolzhofen, Wahl nach dem 26. November 1615, † 2. Mai 1618             |
| 38.    | Johannes V. Dressel     | 1618–1637                | * in Hollfeld, † 16. April 1637                                              |
| 39.    | Johannes VI. Pfister    | 1637–1641                | * in Würzburg, † 20. September 1641                                          |
| 40.    | Heinrich VI. Pförtner   | 1641–1646                | * in Unterspiesheim, Wahl 17. Oktober 1641, † 5. Oktober 1646                |
| 41.    | Peter II. Scherenberger | 1646–1658                | * in Bad Brückenau, Wahl 21. Oktober 1646, † 1. Juni 1658 in Koppenwind      |

### Die Äbte der zweiten Blüte bis zur Säkularisation (1658 bis 1803)
Die zweite Blüte des Klosters läutete Abt Alberich Degen ein. Er soll die Silvanerrebe nach Franken gebracht haben und schrieb eine umfassende Geschichte seines Klosters. Sein Nachfolger Ludwig Ludwig begann mit der Errichtung der barocken Klostergebäude, die noch das Abteigelände prägen. In den Klosterdörfern baute man bald darauf die Amtshöfe und Kirchen neu. Der letzte Abt Eugen Montag wurde im Rahmen der Auflösung der Abtei am 2. Mai 1803 abgesetzt und lebte fortan im Exil im Schloss Oberschwappach.

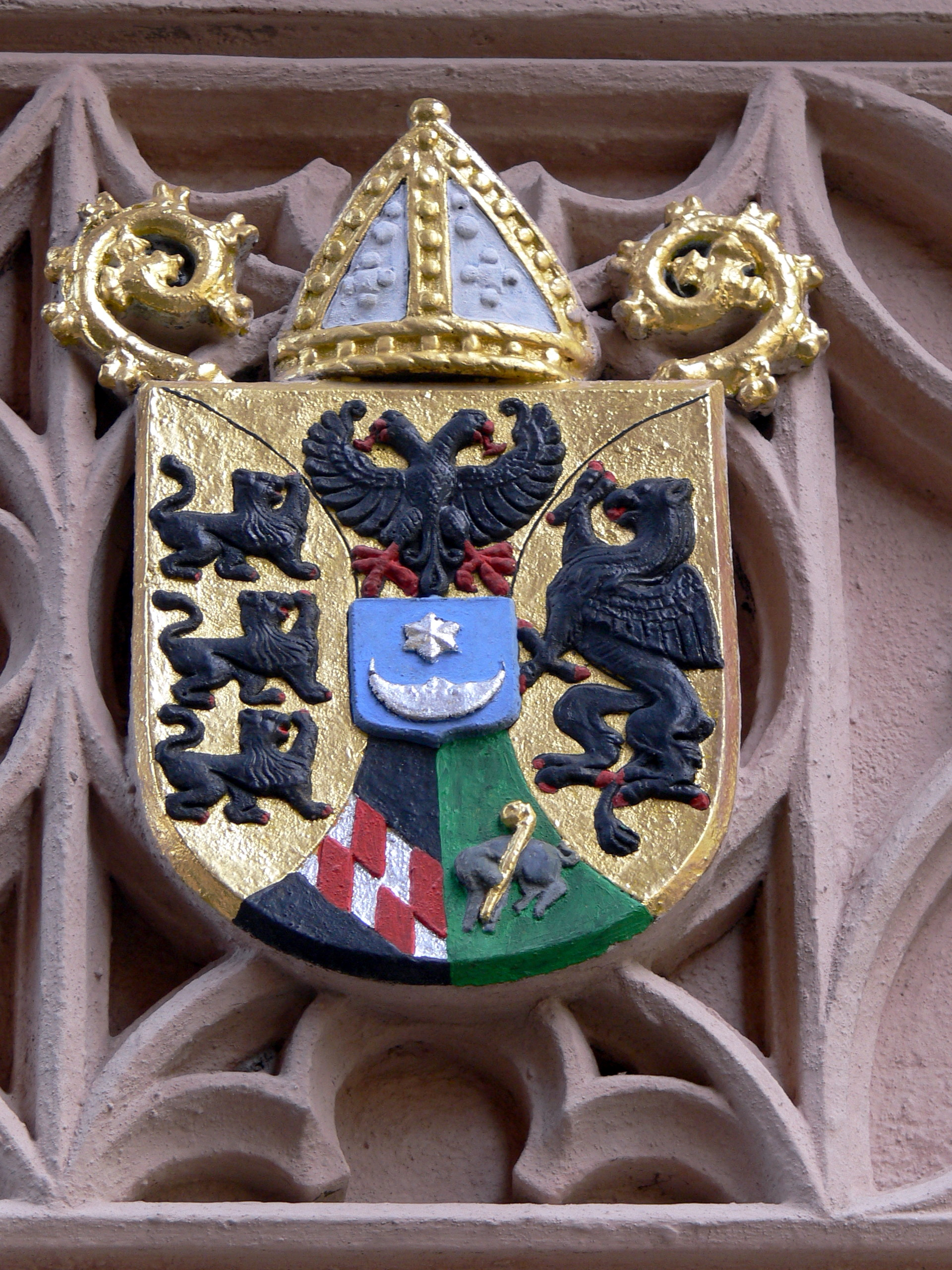
Das persönliche Wappen des Abtes Eugen Montag

| Nummer | Name des Abtes      | Regierungszeit in Ebrach | Anmerkungen                                                                                                 |
| ------ | ------------------- | ------------------------ | --- |
| 42.    | Alberich Degen      | 1658–1686                | * 25. August 1625 in Zeil am Main, Wahl 6. Juni 1658, † 24. November 1686                                   |
| 43.    | Ludwig Ludwig       | 1686–1696                | * 5. September 1640 in Oberschwarzach, Wahl 1. Dezember 1686, genannt Ludovici, † 23. Mai 1696 in Nürnberg  |
| 44.    | Kandidus Pfister    | 1696–1702                | * in Sulzfeld am Main, Wahl 30. Mai 1696, Resignation 2. Dezember 1702, † 26. Februar 1704                  |
| 45.    | Paulus II. Baumann  | 1702–1714                | * 4. September 1644 in Würzburg, Wahl 2. Dezember 1702, Resignation 26. August 1714, † 1. April 1725        |
| 46.    | Wilhelm I. Sölner   | 1714–1741                | * 30. Dezember 1671 in Gerolzhofen, Wahl 30. April 1714, † 24. April 1741                                   |
| 47.    | Hieronymus II. Held | 1741–1773                | * 2. Februar 1694 in Gerolzhofen, Wahl 16. Mai 1741, † 20. Oktober 1773                                     |
| 48.    | Wilhelm II. Roßhirt | 1773–1791                | * 4. Februar 1714 in Neustadt an der Saale, Wahl 13. Dezember 1773, † 25. Februar 1791                      |
| 49.    | Eugen Montag        | 1791–1803                | * 5. März 1741 in Ebrach, Auflösung des Klosters durch die Säkularisation, † 5. März 1811 in Oberschwappach |